# Психостимуляторы
Психостимуляторы (стимуляторы) — психотропные вещества, активизирующие психическую и, в меньшей степени — физическую активность организма. Некоторые из них стимулируют высшие психические функции, ускоряют процесс мышления, быстро снимают усталость, сонливость и вялость, повышают мотивацию и работоспособность, повышают общительность, улучшают настроение, улучшают способность к восприятию внешних раздражителей (ускоряют ответные реакции, обостряют слух и зрение, возможность цветоразличения), повышают двигательную активность и мышечный тонус, улучшают координацию движений, повышают выносливость и немного физическую силу. Многие из препаратов этой группы способны вызывать наркотическое привыкание и пристрастие. К группе психостимуляторов могут относиться как лекарственные препараты, так и общедоступные средства (кофеин, никотин, теобромин), а также запрещённые во многих странах вещества (кокаин, катинон, метамфетамин, амфетамин, однако амфетамины находят ограниченное применение в медицине в западных странах).
Препараты других фармакологических групп, например, некоторые антидепрессанты, ноотропы, адаптогены (к примеру, женьшень, пантокрин, элеутерококк) и проч., также могут оказывать психостимулирующее воздействие.

## Механизм действия
Классические психостимуляторы усиливают катехоламиновую (дофаминовую и, менее значительно, норадреналиновую) нейротрансмиссию непосредственно повышая синаптическую концентрацию нейротрансмиттеров, и по большей части делятся на две категории: ингибиторы обратного захвата и стимуляторы выброса катехоламинов.  
Ингибиторы обратного захвата блокируют транспортные белки, ответственные за транспорт высвобожденного нейротрансмиттера обратно в пресинаптический нейрон для устранения и переработки, тем самым повышая синаптическую концентрацию сего нейротрансмиттера. К ингибиторам обратного захвата дофамина относятся, среди прочих, наркотик кокаин, и лекарственные средства метилфенидат и модафинил. Отечественные препараты мезокарб и фепрозиднин также относятся к этой категории.  
Стимуляторы выброса, напротив, препятствуют концентрированию нейротрансмиттеров в везикулах и способствуют фосфориляции транспортных белков, что меняет направление транспорта из клетки наружу. Таким образом нейротрансмиттер постоянно «вытекает» из нервной клетки, даже при отсутствии сигнала, необходимого для везикулярного выброса. К стимуляторам выброса дофамина относятся в первую очередь производные амфетамина, включая метамфетамин и сам амфетамин.  
Стимулирующее действие кофеина главным образом основано на блокировании рецепторов аденозина. Также кофеин способствует торможению активности фермента фосфодиэстеразы, разрушающего цАМФ и цГМФ, что приводит к их накоплению в клетках и вызывает адреналино-подобные эффекты.  

## Препараты

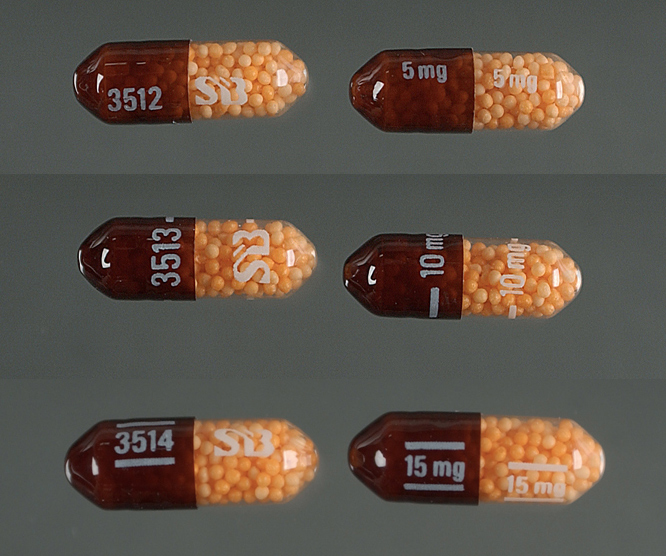
Декседрин капсулы по 5, 10 и 15 мг

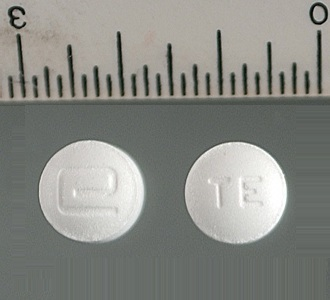
Таблетки дезоксина по 5 мг

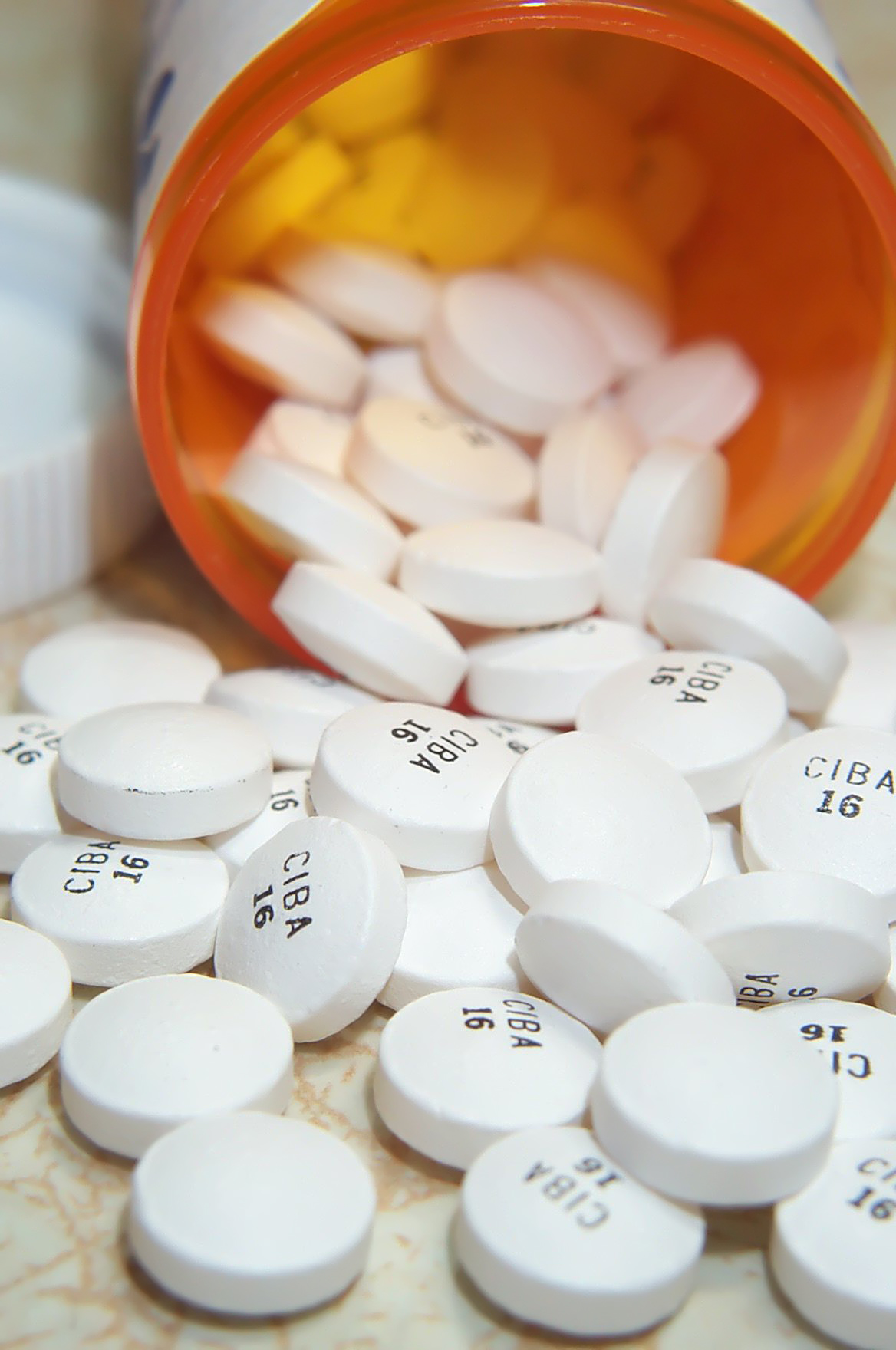
Риталин SR (метилфенидат) 20 мг, лекарственная форма с замедленным высвобождением

В России и СССР в медицинской практике ранее применялись производные сиднонимина: мезокарб («сиднокарб») и фепрозиднин («сиднофен»). Сиднонимины не вызывают двигательного возбуждения, повышения давления и тахикардии, не дают привыкания. В СССР амфетамин выпускался для медицинских целей под торговым наименованием «фенамин», а метамфетамин под наименованием «первитин» (до 1975 года).
В настоящее время в западных странах в клинической практике отдельно используется только правовращающий изомер амфетамина — декстроамфетамин («декседрин»), действующий мощнее левовращающего:381. Однако соли левамфетамина встречаются в препарате аддералл, в котором, помимо него, содержатся ещё различных соли декстроамфетамина:382. Аддералл XR — пролонгированная форма препарата (XR от англ. Extended Release «с пролонгированным действием»). Аддералл химически состоит из нескольких равных частей (по массе) солей амфетамина: амфетамина аспартата моногидрата (12,5 % левамфетамин, 12,5 % декстроамфетамин), амфетамина сульфата (12,5 % левамфетамин, 12,5 % декстроамфетамин), декстроамфетамина сульфата (25 %) и декстроамфетамина сахарата (25 %).
D-метамфетамин выпускается на западе в форме с немедленным высвобождением под торговым наименованием «дезоксин». Форма метамфетамина с замедленным высвобождением действует более длительно, чем Риталин SR (метилфенидат) и декседрин в спансулах (декстроамфетамин):383.
Метилфенидат выпускается в форме с немедленным высвобождением, и содержит рацемическую смесь D,L-метилфенидата; длительность действия — 3—4 часа. D-метилфенидат (торговое название — «фокалин») действует в 2 раза мощнее рацемического риталина. Риталин SR — L-метилфенидат с замедленным высвобождением. В июле 2000 года выпущена длительно действующая форма метилфенидата — «концерта», которая действует 12 часов:383. Риталин LA (англ. long action — длительного действия) отличается тем, что первая половина дозы высвобождается быстро, а вторая — медленно. Другая форма с длительным действием — Метадат CD, выпускаемая Celltech Pharmaceuticals, действует 8 часов.
Терапевтический эффект пемолина слабее амфетаминов и метилфенидата, согласно данным двойного слепого исследования с плацебо-контролем, однако данный препарат реже приводит к формированию токсикомании. Пемолин более не применяется в США из-за отзыва разрешения использования от FDA (из-за возможной гепатотоксичности), но в некоторых других странах он доступен.
В США также одобрено FDA использование лиздексамфетамина для лечения синдрома дефицита внимания и гиперактивности и компульсивного переедания. В США лиздексамфетамина димезилат распространяется под торговым наименованием «вивансе» (Vyvanse), в Бразилии — «венвансе» (Venvanse), в Великобритании и ряде других европейских стран — «элвансе» (Elvanse), в Ирландии — «тивенсе» (Tyvense).
На апрель 2015 года в США одобрены FDA для лечения синдрома дефицита внимания и гиперактивности следующие психостимуляторы: аддералл, аддералл XR, фокалин, фокалин XR, концерта, дейтрана, дезоксин, декседрин, метадат CD, метилин, риталин, риталин SR, квилливант XR (англ. Quillivant XR), вивансе, а также страттера (атомоксетин; не относится к психостимуляторам и является симпатомиметиком центрального действия).
Психостимуляторы, использующиеся в медицине (в основном в психиатрической практике):
| Международное наименование   | Торговое наименование  | Формы выпуска и дозировки                        |
| ---------------------------- | ---------------------- | ------------------------------------------------ |
| Метамфетамин                 | Дезоксин               | Таблетки: 5 мг                                   |
| Дексамфетамин                | Декседрин              | Таблетки: 5; 10 мг                               |
| Дексамфетамин                | Декседрин Спансулы     | Спансулы: 5; 10; 15 мг                           |
| Левамфетамин + дексамфетамин | Аддералл               | Таблетки: 5; 7,5; 10; 12,5; 15; 20; 30 мг        |
| Левамфетамин + дексамфетамин | Аддералл XR            | Капсулы: 5; 10; 15; 20; 25; 30 мг                |
| Лиздексамфетамин             | Вивансе                | Капсулы: 20; 30; 40; 50; 60; 70 мг               |
| Лиздексамфетамин             | Венвансе               | Капсулы: 30; 50; 70 мг                           |
| Лиздексамфетамин             | Элвансе                | Капсулы: 20; 30; 40; 50; 60; 70 мг               |
| Лиздексамфетамин             | Тивенсе                | Капсулы: 30; 50; 70 мг                           |
| Метилфенидат                 | Риталин                | Таблетки: 5; 10; 20 мг                           |
| Метилфенидат                 | Риталин SR             | Таблетки: 20 мг                                  |
| Метилфенидат                 | Риталин LA             | Капсулы: 10; 20; 30; 40 мг                       |
| Метилфенидат                 | Квилливант XR          | Пероральная суспензия 25 мг/5 мл                 |
| Метилфенидат                 | Метилин                | Жевательные таблетки: 2,5; 5; 10 мг              |
| Метилфенидат                 | Метилин                | Раствор для приёма внутрь: 5 мг/5 мл, 10 мг/5 мл |
| Метилфенидат                 | Метадат ER             | Таблетки: 10; 20 мг                              |
| Метилфенидат                 | Метадат CD             | Капсулы: 10; 20; 30 мг                           |
| Метилфенидат                 | Концерта               | Таблетки: 18; 27; 36; 54 мг                      |
| Метилфенидат                 | Дейтрана               | Трансдермальный пластырь: 10; 15; 20; 30 мг      |
| Дексметилфенидат             | Фокалин                | Таблетки: 2,5; 5; 10 мг                          |
| Дексметилфенидат             | Фокалин XR             | Капсулы: 5; 10; 20 мг                            |
| Армодафинил                  | Провигил               | Таблетки: 150; 250 мг                            |
| Мезокарб                     | Сиднокарб (ранее в РФ) | Таблетки: 5; 10 мг                               |
| Фепрозиднин                  | Сиднофен (ранее в РФ)  | Таблетки: 5 мг                                   |
| Пемолин                      | Бетанамин (Япония)     | Таблетки: 10; 25; 50 мг                          |
| Пемолин                      | Цилерт (Израиль)       | Таблетки: 18,75; 37,5; 75 мг                     |
| Пемолин                      | Церактив (Чили)        | Таблетки: 37,5 мг                                |

## Показания к применению
В психиатрии психостимуляторы чаще всего применяются для терапии синдрома дефицита внимания и гиперактивности. Помимо этого, они эффективны при амотивационных состояниях и нарколепсии. При адинамической депрессии, чаще всего встречаемой при шизофрении, психостимуляторы могут сочетаться с антидепрессантами. Также показанием к применению являются апато-абулические, ступорозные и субступорозные состояния; невротические расстройства с заторможенностью; астенические состояния, сопровождаемые вялостью, апатией, сонливостью.
Показанием к применением психостимуляторов также является снижение способности к концентрации внимания, повышенная психическая утомляемость, снижение физической работоспособности и быстрая интеллектуальная истощаемость при нейроинфекциях, интоксикациях, черепно-мозговых травмах, нарушениях мозгового кровообращения, перенесённых соматических заболеваниях. Также психостимуляторы эффективны при астено-ипохондрических и астено-депрессивных синдромах и алкогольном абстинентном синдроме после отнятия алкоголя.
Могут применяться для повышения настроения и интереса к жизни у тяжёлых соматических больных c апатией и социальной отгороженностью.
Психостимуляторы также могут применяться для снижения потребности в приёме наркотических анальгетиков у больных раком в терминальной стадии. Они также противодействуют чрезмерному седативному эффекту анальгетиков.
Кофеин применяется для устранения сонливости, повышения психической и физической работоспособности, а также при отравлениях препаратами, угнетающими центральную нервную систему и гипотонии.

### СДВГ
Food and Drug Administration рекомендует применение психостимуляторов при синдроме дефицита внимания и гиперактивности (СДВГ). Чаще всего при СДВГ используются дексамфетамин, метилфенидат, как наиболее валидизированные и изученные препараты для применения у детей. Польза данных лекарственных средств при СДВГ была подтверждена в более 170 исследованиях:493. 75 % детей с гиперкинетическими расстройствами психостимуляторы оказывают умеренный или выраженный терапевтический эффект.
Эффективность метамфетамина, метилфенидата и декстроамфетамина в формах с постепенным высвобождением не вполне доказана:494.
В 1990-е годы 90 % страдающим СДВГ детям в США выписывались психостимуляторы:493.

### Нарколепсия
Психостимуляторы используются для купирования симптомов дневной сонливости и эпизодов засыпания при нарколепсии. Против катаплексии они не эффективны.

### Депрессия
Иногда психостимуляторы используются офф-лейбл для лечения клинической депрессии и биполярного аффективного расстройства, в частности, для лечения атипичной депрессии и резистентной депрессии.

### Расстройства шизофренического спектра
Негативные симптомы шизофрении при применении амфетамина исчезают статистически значимо, но не полностью.
А. В. Снежневский в «Руководстве по психиатрии» рекомендовал применять психостимуляторы при малопрогредиентной шизофрении (ныне — шизотипическом расстройстве), в клинической картине которой преобладают апатия, вялость, снижение инициативы, трудность сосредоточения, концентрации внимания и жалобы на повышенную усталость. Также назначение психостимуляторов рекомендуется при ремиссиях шизофрении астенического круга с нерезко выраженной редукцией энергетического потенциала и другими негативными симптомами.
У больных шизофренией в состоянии ремиссии психостимуляторы оказывают мягкий стимулирующий эффект:396.
Низкие дозы психостимуляторов также применялись для устранения слабости и седации при шизофрении, вызванными типичными антипсихотиками и клозапином, при этом обострения психоза не наблюдалось:215.

### Синдром приобретённого иммунного дефицита
Лица с синдромом приобретённого иммунного дефицита страдают от сочетания слабости, депрессии, и трудностей в начале движений (возможно — форма акинезии). Для лечения таких больных часто высокоэффективен метилфенидат:394. Предполагается, что психостимуляторы могут повышать когнитивные функции и энергетический потенциал у больных СПИДом.

### Ожирение
Психостимуляторы используются также при ожирении. В том числе, для этих целей в США одобрен метамфетамин (дезоксин).

## Осложнения
Психостимуляторы могут вызывать психическую зависимость, бессонницу, анорексию, раздражительность, иногда тахикардию и повышение артериального давления. Приём препаратов с выраженным симпатомиметическим действием способен приводить к заболеваниям сердечно-сосудистой системы, одно из наиболее опасных осложнений — лёгочная гипертензия. При хроническом злоупотреблении возможно возникновение стимуляторного психоза. У психически больных психостимуляторы способны провоцировать обострение психотической симптоматики. В частности, амфетамин может вызывать обострение позитивной симптоматики у больных шизофренией. Также психостимуляторам свойственно вызывать ухудшение течения синдрома Туретта.

## Список психостимуляторов
Некоторые вещества-стимуляторы:
- Фенилэтиламины, в частности
  - Амфетамины
    - Амфетамин
    - Метамфетамин
    - MDMA (метилендиоксиметамфетамин)
    - Эфедрин и псевдоэфедрин
    - Фенетиллин
    - Фенилпропаноламин
    - Пара-Метоксиамфетамин

  - Катиноны
    - Катинон
    - Меткатинон (эфедрон)
    - Мефедрон
    - Метилон
    - Флефедрон
    - Амфепрамон
    - Альфа-пирролидинофены
      - Альфа-Пирролидинопентиофенон (α-PVP)
      - MDPV (метилендиоксипировалерон)

  - Фентермин
- Оксазолины
  - 4-Метиламинорекс
  - Аминорекс
  - Пемолин
- Производные пиперазина
  - мета-хлорфенилпиперазин
  - TFMPP
  - Бензилпиперазин
- АМПАкины
- Кокаин
- Модафинил
- Аминептин
- Норадреналин
- Кофеин
- Никотин